# Білий Олександр Володимирович
Олександр Володимирович Білий (нар. 29 травня 1981, Одеса, УРСР) — український футболіст, нападник.

## Життєпис
У 1998 році грав у вищій лізі чемпіонату України за СК «Миколаїв». Дебют — 26 липня 1998 року в матчі «Зірка» (Кіровоград) - СК «Миколаїв», 1:1. Всього зіграв у 5 матчах. Продовжив кар'єру в аматорській команді «Колос» (Степове), де виступав до 2007 року. Чемпіон Миколаївської області 2000 та 2003 років, володар Кубка області — 2000, 2004, 2005, 2006 років. Учасник фінальних стадій аматорського чемпіонату України.
Навесні 2001 року виступав у вищій лізі Молдови за кишинівський «Агро», провів 7 матчів.